# Plan galactique
En astronomie, le plan galactique est un plan situé au milieu de la zone (appelée disque) où se trouve la plus grande partie des étoiles d'une galaxie de forme aplatie, comme le sont les galaxies spirales. Ce plan passe par le centre de masse de la galaxie.
Ce plan galactique est orienté, avec un côté nord et un côté sud. 
Dans le cas de la Voie lactée :
- le pôle nord galactique correspond à la direction de la constellation de la Chevelure de Bérénice, près de l'étoile α Bootis (Arcturus) ;
- le pôle sud galactique correspond à la direction de la constellation du Sculpteur, près de l'étoile β Ceti (Deneb Kaitos, de la Baleine).